# Кенсингтон
Кенсингтон (Kensington [ˈkɛnzɪŋtən]) — район в составе боро (административного округа) Кенсингтон и Челси, занимающий западную часть центрального Лондона, в 4,5 км к западу от Чаринг-кросса. Севернее Кенсингтона лежит Ноттинг-хилл, южнее — Челси (и Фулем), восточнее — Бромптон (и Белгравия), а западнее — Хаммерсмит (и Чизик).
Кенсингтон распадается на несколько различных по характеру кварталов. На северо-востоке простираются Кенсингтонские сады с одноимённым королевским дворцом. Центральные и западные кварталы — спальный район для зажиточных горожан. Здесь находится Холланд-парк и проходит Кенсингтон-Хай-стрит (англ.) — вторая по оживлённости шоппинга улица британской столицы. Южный Кенсингтон — музейный городок викторианской эпохи.

## Название
Район впервые упомянут в 1086 году в Книге страшного суда под латинским названием «Chenesitone». Изначальное название было интерпретировано как «Kenesignetun» (земли или луга Kenesigne).

## Медиа

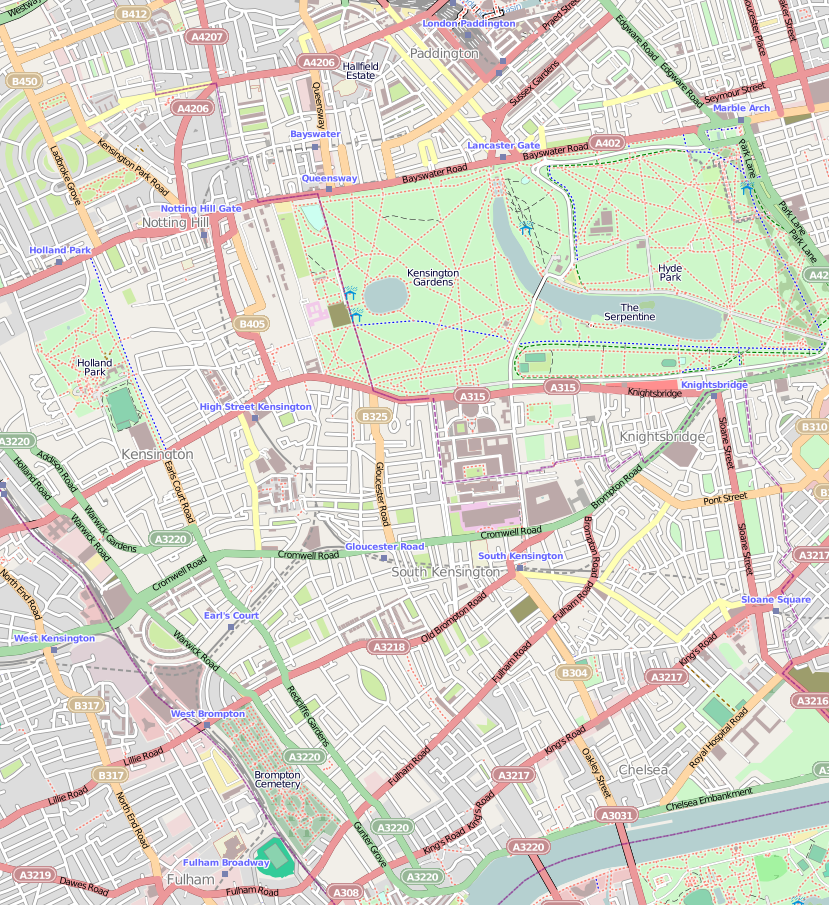
Карта Кенсингтона

Здесь находится головной офис медиакомпании Daily Mail and General Trust. Помимо офисов газет DMGT Daily Mail, Mail on Sunday и Metro, в Нортклифф-Хаусе также расположены офисы газет, принадлежащих Евгению Лебедеву: The Independent, The Independent on Sunday и Evening Standard. Газета i, проданная Johnston Press в 2016 году, по-прежнему выпускается в офисах Northcliffe House.